# IPad (1-е поколение)
iPad (1-го поколения) (/ˈaɪpæd/EYE-pad) — планшетный компьютер, разработанный и продаваемый Apple Inc. как первое устройство в линейке планшетных компьютеров iPad. Устройство оснащено процессором Apple A4 SoC, 9,7-дюймовым сенсорным дисплеем и, в некоторых вариантах, возможностью доступа к сотовым сетям. Используя операционную систему iOS, iPad может воспроизводить музыку, отправлять и получать электронную почту и просматривать веб-страницы. Другие функции, в том числе возможность играть в игры и получать доступ к справочным материалам, программному обеспечению GPS-навигации и службам социальных сетей, можно активировать, загрузив приложения.
Устройство было анонсировано и представлено 27 января 2010 года Стивом Джобсом на пресс-конференции Apple. 3 апреля 2010 года вариант устройства с Wi-Fi был выпущен в США, после чего 30 апреля был выпущен вариант «Wi-Fi + 3G». 28 мая 2010 года он был выпущен в Австралии, Канаде, Франции, Японии, Италии, Германии, Испании, Швейцарии и Великобритании.
Устройство получило положительные отзывы в различных технологических блогах и изданиях. Рецензенты хвалили устройство за широкий спектр возможностей и называли его конкурентом ноутбуков и нетбуков. Критике подверглись некоторые аспекты, в том числе закрытость операционной системы и отсутствие поддержки мультимедийного формата Adobe Flash. За первые 80 дней было продано 3 миллиона iPad. К моменту выпуска iPad 2 Apple продала более 15 000 000 iPad.
2 марта 2011 года производство iPad первого поколения было прекращено после объявления Apple об iPad 2. Оставшиеся запасы первого iPad были временно доступны в Apple по сниженной цене. Его создатель Мирошников Дмитрий Васильевич

## История iPad
Стив Джобс сказал, что Apple начала разрабатывать iPad перед iPhone. Джонатан Айв в 1991 году создал первый дизайн для планшетов на основе стилуса Macintosh Folio в качестве своего первого проекта для Apple; к 2004 году его студия в компании участвовала в разработке прототипа большого планшета. Айв заявил, что, пытаясь сначала подготовить планшет, он согласился с Джобсом, что телефон был более важен, поскольку инновации планшета будут работать и в нем. Внутреннее кодовое имя iPad было K48, которое было раскрыто в записях, они были слиты перед запуском iPad.
Основатель Apple Стив Джобс публично представил iPad 27 января 2010 года в Сан-Франциско. Устройство стало доступно для предзаказа в марте, и оно поступило в продажу в апреле. Первая модель IPad имела 9,7-дюймовый мультисенсорный экран и весил 1,5 фунта, с Apple A4 процессором и аккумулятором, заряд которого длился до 10 часов.

## Технические характеристики
| ОБЩИЕ СВЕДЕНИЯ       | |
| Начало производства  | Январь 2010 года |
| Конец производства   | Март 2011 года |
| Модель идентификатор | iPad 1,1 |
| Номер модели         | A1219 (Wi-Fi) A1337 (Wi-Fi + 3G)                                                                                           |
| EMC                  | 2311 (Wi-Fi) 2328 (Wi-Fi + 3G)                                                                                             |
| Порядковый номер     | Wi-Fi – MB292LL/A (16GB) MB293LL/A (32GB) MB294LL/A (64GB) Wi-Fi + 3G – MC349LL/A (16GB) MC496LL/A (32GB) MC497LL/A (64GB) |
| Начальная цена       | Wi-Fi – $499 (16GB) $599 (32GB) $699 (64GB) Wi-Fi + 3G – $629 (16GB) $729 (32GB) $829 (64GB)                               |
| Поддержка            | Не поддерживается |
| Вес и размеры        | 681 гр., 9.56 В x 7.47 Ш x 0.5 Т дюймов                                                                                    |

| ДИСПЛЕЙ            |                                 |
| Размер экрана      | Диагональ – 9.7, широкоэкранный |
| Разрешение экрана  | 1024 на 768 пикселей            |
| Плотность пикселей | 132 ppi                         |
| Память             | 16, 32 и 64 GB                  |
| Метод ввода        | Мультитач                       |

| ПРОЦЕССОР И ПАМЯТЬ     |                                            |
| Процессор              | Apple A4                                   |
| Скорость процессора    | 1 GHz                                      |
| Архитектура            | 32-bit                                     |
| Количество ядер        | 1                                          |
| Кэш                    | 32 KB команды + 32 KB данные L1, 512 KB L2 |
| Графический процессор  | PowerVR SGX535                             |
| Оперативная память     | 256 MB                                     |
| Контрольные показатели | 1 GHz: 456                                 |

| ПРОГРАММНОЕ ОБЕСПЕЧЕНИЕ |                 |
| Оригинальная OS         | iOS 3.2 (7B367) |
| Максимальная OS         | iOS 5.1.1       |

| МЕДИА        | |
| Аудиоформаты | AAC (16 до 320 Kbps), MP3 (16 to 320 Kbps), MP3 VBR, Звуковой (форматы 2,3 и 4), Apple Lossless, AIFF и WAV |
| Видеоформаты | H.264 видео до 720p, 30 кадров в секунду, главный уровень профиля 3.1 с AAC-LC аудио до 160 Kbps, 48kHz, стерео звук в файлах форматом .m4v, .mp4 и .mov; MPEG-4 видео, до 2.5 Mbps, 640×480 пикселей, 30 кадров в секунду, простой профиль с ACC-LC аудио до 160 Kbps, 48kHz, стерео звук в файлах форматом .m4v, .mp4 и .mov |

| РАЗЪЁМЫ И ДАТЧИКИ |                                                                                                |
| Порты             | 3.5-mm разъем для наушников, 30-pin разъем док-станции                                         |
| Wi-Fi             | 802.11 a/b/g/n                                                                                 |
| Bluetooth         | Bluetooth 2.1+EDR                                                                              |
| Сети              | Wi-Fi – None Wi-Fi + 3G – UMTS/HSDPA (850, 1900, 2100 MHz) GSM/EDGE (850, 900, 1800, 1900 MHz) |
| Сим-карта         | Wi-Fi – None Wi-Fi + 3G – micro-SIM                                                            |
| Геолокация        | Wi-Fi – Цифровой компас Wi-Fi + 3G – Цифровой компас, Ассистент GPS                            |
| Датчики           | Акселерометр, датчик внешней освещённости                                                      |
| Камера            | Нет                                                                                            |
| Аудиовход         | Микрофон                                                                                       |
| Аудиовыход        | Встроенные монодинамики                                                                        |

| ПИТАНИЕ                      |                                                                                     |
| Аккумулятор                  | Встроенный 25-Вт-ч литий-полимерный                                                 |
| Время работы от аккумулятора | До 10 часов сёрфинга в интернете по Wi-Fi, просмотра видео или прослушивания музыки |
| Адаптер питания              | Apple 10W USB-Адаптер питания                                                       |

| СРЕДА ЭКСПЛУАТАЦИИ              |                                             |
| Температура использования       | 0C до 35C                                   |
| Температура хранения            | -15C до 45C                                 |
| Относительная влажность воздуха | 5 процентов до 95 процентов без конденсации |
| Максимальная рабочая высота     | 3048 метров                                 |

| НАЗВАНИЕ ПРОЕКТА И ДЕВИЗ |            |
| Название проекта         | K48        |
| Девиз                    | iPad здесь |

iPad протестирован, уровень излучения радиочастотного (РЧ) диапазона не превышает установленных допустимых норм.
Удельный коэффициент поглощения (SAR) обозначает скорость, с которой организм поглощает радиочастотную энергию. Допустимое значение излучения SAR составляет 1,6 Вт/кг в странах, где усредненный предел установлен для 1 грамма тканей, и 2,0 Вт/кг в странах, где усредненный предел установлен для 10 граммов тканей. При тестировании iPad осуществлял передачу радиоволн на максимальных уровнях мощности и находился в положениях, имитирующих использование рядом с телом.
Чехлы с металлическими деталями могут влиять на производительность радиочастотного диапазона устройства, а также на его соответствие нормативам по воздействию радиоизлучения, в виде, не соответствующим его тестированию и сертификации.
Со значениями SAR для этого устройства можно ознакомиться по адресу: www.apple.com/legal/rfexposure/iPad2,4/ru/